# Rivelatore a tracce nucleari
È un rilevatore per la misurazione passiva della concentrazione del gas Radon negli ambienti. 
È costituito da un foglio di materiale organico o polialli-diglicol-carbonato che interagisce con le emissioni del radon, tipicamente particelle alfa e beta, riportando tracce sulla sua superficie. Terminata l’esposizione (in genere, 3 - 6 mesi), il rivelatore viene rimosso dall’apposito contenitore, sigillato ed inviato ad un centro specializzato (es. ARPA) per la misurazione della concentrazione del gas Radon e trattato chimicamente per evidenziare le tracce lasciate dalle particelle alfa, contate con metodi ottici o elettrici.